# Astragalus skorniakowii
Astragalus skorniakowii là một loài thực vật có hoa trong họ Đậu. Loài này được B. Fedtsch. miêu tả khoa học đầu tiên năm 1904.